# نیازآباد (ترکمن)
نیازآباد روستایی در دهستان قره‌سو غربی بخش سیجوال شهرستان ترکمن استان گلستان ایران است.
بخش عمده مردم این روستا به دامپروری مشغول می‌باشند.
علت اسکان اولیه مردم صید ماهی از رودخانا قره سو بوده‌است.
در سال ۱۳۷۸ انتخابات شهر و روستا رسماً برگزار گردید. اولین اعضای شورای اسلامی آقایان
حاجی محمد آرازی قوجق
و
ابراهیم تراج و
سلطان محمد گنبدی و
عبدالوهاب قرنجیک و
عاشور کر بودند.
این روستا از طرف جنوب اولین‌روستای شهرستان ترکمن است.
در سال ۱۳۹۰ به مرکز دهستان ارتقا یافته‌است.
قدیمی‌ترین مساجد روستا خاتم الانبیا با امامت یوسف آخوند کم در نیمه شرقی محل و مسجد تایلی آخوند قرجه درنیمه غربی محل به امامت فرزندش احمد آخوند اقامه می‌شود.
به لحاظ معیشتی و اقتصادی چون قطب دام در منطقه بحساب می آید طی دهه اخیر پیشرفت چشمگیری کرده‌است و همچنین با پیشرفت علم و دانش در این منطقه یکی از چهره‌های برجسته حسابداری کشت و صنعت (دام‌های مولد و غیر مولد) در ایران آقای امید توراجی از این روستا ظهور کرده‌اند.
جالب است در این روستا مهاجرت به شهر منفی است و از شهر یا سایر روستاها در آن سکنی می‌گزینند. در سال ۱۴۰۱ بهمن کر بعنوان دهیار روستا انتخاب شد.

## جمعیت
بر پایه سرشماری عمومی نفوس و مسکن در سال ۱۳۹۵ جمعیت این مکان ۲٬۲۲۶ نفر (۵۷۸خانوار) بوده‌است.
جمعیت ۱۴۰۱ تعداد ۲۵۸۰ نفر